# Un pied mariton

Un pied mariton est une chanson populaire ayant pour thème une femme (Marie-Madeleine) au physique ingrat.
C'est ce qu'on appelle une chanson à répondre où les couplets sont construits en ajoutant un nouvel attribut au personnage et en répétant tous les attributs ajoutés dans les couplets précédents.
Les paroles de la chanson font apparaître de légères variantes d'une version à l'autre. En particulier il semblerait qu'il existe une version québécoise, et une version française. Le vocable « pied mariton » fait référence au pied bot.

## Paroles de la version française
La Marie-Madeleine, elle a un pied mariton
Un pied mariton
Un pied mariton Madeleine, un pied mariton Madelon
La Marie-Madeleine, elle a un une jambe de boué
Une jambe de boué
Un pied mariton
Un pied mariton Madeleine, un pied mariton Madelon
La Marie-Madeleine, elle a un genoux cagneux
Un genoux cagneux
Une jambe de boué (bis)
Un pied mariton
Un pied mariton Madeleine, un pied mariton Madelon
La Marie-Madeleine, elle a une cuisse de v'lours (bis)
Une cuisse de velours
Un genoux cagneux (bis)
Une jambe de boué (bis)
Un pied mariton
Un pied mariton Madeleine, un pied mariton Madelon
La Marie-Madeleine, elle a un ventre d'acier...
La Marie-Madeleine, elle a un poumon gainé...
La Marie-Madeleine, elle a un cou d'girafe...
La Marie-Madeleine, elle a une dent d'jument...
La Marie-Madeleine, elle a un nez d'plastic...
La Marie-Madeleine, elle a un œil de vitre...
La Marie-Madeleine, elle a les oreilles en beleubeleu...
La Marie-Madeleine, elle a les cheveux en botte de foin...
La Marie-Madeleine, elle a pourtant une chiée d'gamins...

## Accompagnement à la guitare
Cette chanson peut être accompagnée à la guitare sur des accords de sol (G), ré7 (D7) et do7 (C7).